# آخر طلقة (فلم)
آخر طلقة هو عنوان لفيلم مغربي اناج سنة 1995 من إخراج عبد الرحمان ملين وإنتاج مشترك مع المندوبية السامية لقدماء المقاومين واعضاء جيش التحرير .
من بطولة: بنعيسى الجيراري , محمد الرزين , محمد البسطاوي , محمد خيي , نعيمة المشرقي , عبد اللطيف الخمولي , عبد الله العمراني , نورا اسقالي , نور الدين زوال , عبد القادر بوزيد , مصطفى السلاوي